# Brockworth
Brockworth är en civil parish i Storbritannien.   Den ligger i grevskapet Gloucestershire och riksdelen England, i den södra delen av landet, 140 km väster om huvudstaden London.
Brockworth är känd för den årliga festivalen Cooper's Hill Cheese-Rolling and Wake.